# Cynandra afer
Cynandra afer är en fjärilsart som beskrevs av Dru Drury 1782. Cynandra afer ingår i släktet Cynandra och familjen praktfjärilar. Inga underarter finns listade i Catalogue of Life.